# Cara sposa
Pour plus de détails, voir Fiche technique et Distribution.
Cara sposa est un film italien réalisé par Pasquale Festa Campanile, sorti en 1977.

## Synopsis
Alfredo, escroc et voleur à la petite semaine, fini de purger la peine à laquelle il était condamné pour violences conjugales. Adelina, sa femme, l'attend à sa sortie de prison. Malgré les supplications d'Alfredo, celle-ci refuse d'envisager un instant de reprendre leur vie commune, d'autant qu'elle a désormais un nouveau compagnon, Giovannino. Et si ce dernier ne se montre ni très tendre ni très amusant, du moins lui apporte-t-il une certaine sécurité matérielle et affective.
Alfredo essuie quelques échecs violent dans sa reconquête de la belle, mais il peut compter sur deux atouts. Il est toujours le mari légitime et Adelina ne peut espérer épouser Giovannino sans qu'il accepte au préalable de divorcer. Il peut surtout s'appuyer sur leur fils Pasqualino. L'enfant est très vite séduit par un père qui joue de toute sa tendresse et de sa fantaisie pour devenir son héros.
Un jour, un incident qui aurait pu tourner au drame, survenu après un quiproquo, semble devoir précipiter les retrouvailles.

## Fiche technique
- Titre italien : Cara sposa
- Réalisation : Pasquale Festa Campanile
- Scénario : Pasquale Festa Campanile • Ugo Simonetta • Franco Verucci
- Photographie : Giuseppe Ruzzolini
- Montage : Mario Morra
- Musique : Stelvio Cipriani • Daniele Patucchi
- Scénographie : Giantito Burchiellaro
- Décors : Bruno Amalfitano
- Costumes : Massimo Bolongaro
- Maquillage : Giovanni Morosi
- Coiffure : Paolo Franceschi • Franco Schioppa
- Son : Pietro Spadoni
- Directeur de production : Alfredo Mirabile
- Sociétés de production : Laser Films
- Sociétés de distribution : Titanus (Italie)
- Pays :  Italie
- Langue originale : Italien
- Lieu de tournage : Milan
- Format : couleur 35 mm
- Genre : Comédie dramatique
- Durée : 110 minutes
- Date de sortie :
  -  Italie 1977
  -  Portugal 14 octobre 1982

## Distribution
- Johnny Dorelli : Alfredo
- Agostina Belli : Adelina
- Mario Pilar : Giovannino
- Lina Volonghi :
- Enzo Cannavale :
- Aristide Ronchi :
- Marilda Donà :
- Livia Cerini :
- Pina Cei :
- Carlo Bagno :